# Bruno Henrique Corsini
Bruno Henrique Corsini (Apucarana, 21 de outubro de 1989) é um futebolista brasileiro que atua como meio-campista central. Atualmente joga pelo Internacional.

## Carreira

### Iraty-PR
No ano de 2008, Bruno Henrique iniciou sua carreira como jogador pelo Iraty, do Paraná.

### Londrina
Em janeiro de 2012, Bruno Henrique assinou com o Londrina. Foi nesse clube que o jogador ganhou seu primeiro título, o Campeonato Paranaense do Interior.

### Portuguesa
No dia 12 de julho de 2013, assinou com a Portuguesa por empréstimo, onde disputou a Série A do Campeonato Brasileiro. Atuou em 29 partidas, marcando 4 gols.

### Corinthians
Em janeiro de 2014, após destacar-se pela Lusa, assinou por 3 anos com o Corinthians. Pelo Timão, foi um dos destaques do time que conquistou o Campeonato Brasileiro de 2015.

### Palermo
No ano de 2016, Bruno Henrique foi vendido ao Palermo por R$ 12 milhões.

### Palmeiras
No ano de 2017, foi contratado junto ao Palmeiras por 3,5 milhões de euros (cerca de R$ 13 milhões). No ano de 2018 fez uma grande temporada, onde ganhou diversos prêmios, dentre eles, Bola de Prata, Prêmio Craque do Brasileirão e Troféu Mesa Redonda. Conquistou ainda o título do Campeonato Brasileiro pelo Verdão em 2018. No dia 1 de fevereiro de 2019, após receber sondagens do Tianjin Teda, da China, a diretoria do Alviverde surpreendeu e renovou seu vínculo com o clube até o final de 2023, assegurando sua permanência na equipe. Já no dia 26 de setembro, após marcar dois gols na goleada por 6 a 2 contra o CSA pelo Brasileirão 2019, se tornou o sétimo volante com mais gols na história do Palmeiras, atrás de nomes como Marcos Assunção e Waldemar Fiume.

### Al-Ittihad
Em 12 de outubro de 2020, foi anunciada sua venda ao clube árabe Al-Ittihad.
Em sua última temporada Bruno Henrique disputou 29 jogos, marcou dois gols e deu duas assistências. Ele defendeu o Al Ittihad por três anos, onde fez 79 jogos, com cinco gols marcados e 11 assistências,  e conquistou a Liga da Arábia Saudita e a Supercopa.

### Internacional
O Internacional fechou a contratação de Bruno Henrique por dois anos e meio, até o final de 2025.

## Títulos
Londrina
- Campeonato Paranaense do Interior: 2013

Portuguesa
- Campeonato Paulista - Série A2: 2013

Corinthians
- Campeonato Brasileiro: 2015

Palmeiras
- Campeonato Brasileiro: 2018
- Florida Cup: 2020
- Campeonato Paulista: 2020
- Copa Libertadores: 2020

Al-Ittihad
- Campeonato Saudita: 2022–23
- Supercopa Saudita: 2023

Internacional
- Campeonato Gaúcho: 2025

### Prêmios individuais
- Seleção do Campeonato Brasileiro (Jornal Lance!): 2014
- Bola de Prata: 2018
- Prêmio Craque do Brasileirão: 2018
- Troféu Mesa Redonda: 2018
- Melhor jogador do Campeonato Brasileiro - Troféu Mesa Redonda: 2018